# 安倍栄作
安倍 栄作（あべ えいさく、1899年 - 1983年6月27日）は、山形県出身の日本の洋画家。
東田川郡藤島村（現・鶴岡市）に生まれる。生家は高橋家で、鶴岡の安倍家の家督を継いだ。山形県立荘内中学校（現・山形県立鶴岡南高等学校）に進学し、東京美術学校日本画科出身の美術教員・小貫博堂に指導を受けた。東京美術学校図画師範科に進学・卒業後、北海道庁立函館高等女学校（現・北海道函館西高等学校）教員となる。その後、郷里に近い山形県立鶴岡高等女学校（現・山形県立鶴岡北高等学校）の教員に転じた。
画家としては、太平洋美術会、槐樹社、地元鶴岡の美術団体である白甕社に所属。「バラの画家」の異名もあった。